# Apanteles ate
Apanteles ate är en stekelart som beskrevs av Nixon 1973. Apanteles ate ingår i släktet Apanteles och familjen bracksteklar. Arten är reproducerande i Sverige. Inga underarter finns listade i Catalogue of Life.